# 上臂人体测量学
上臂人体测量是指人們对上臂進行的测量行為，是人体测量学的一部分。上臂的主要的测量指标有上臂长度、肱三头肌皮褶（TSF）和（中）上臂周长（(M)UAC）。次要的测量指标有（中）上臂肌肉面积（（M）UAMA）、（中）上臂脂肪面积（（M）UAFA）和手臂脂肪指数。